# Gnjilane (gmina)
Gnjilane (cyr. Гњилане, alb. Gjilanit) – gmina w Kosowie w regionie Gnjilane. Ma około 385 km² powierzchni i jest zamieszkana przez 76 271 osób (szacunki na 2020 rok). Głównym miastem jest Gnjilane.
Według spisu powszechnego z 1991 roku gmina zamieszkana była przez 79 357 Albańczyków, 19 370 Serbów oraz 155 Czarnogórców. Według spisu z 2011 roku było to 87 814 Albańczyków, i 624 Serbów.
Gospodarka gminy jest oparta na niewielkich przedsiębiorstwach.